# Nemamyxine
Nemamyxine – rodzaj bezżuchwowca z podrodziny Myxininae w obrębie rodziny śluzicowatych (Myxinidae).

## Zasięg występowania
Rodzaj obejmuje gatunki występujące w wodach południowo-zachodniego Oceanu Spokojnego i południowo-zachodniego Oceanu Atlantyckiego. 

## Etymologia
Nemamyxine: gr. νημα nēma, νηματος nēmatos „nić”; rodzaj Myxine Linnaeus, 1758.

## Klasyfikacja
Gatunki zaliczane do tego rodzaju:
- Nemamyxine elongata Richardson, 1958
- Nemamyxine kreffti McMillan & Wisner, 1982